# Ясвант Рао I
Ясвант Рао I (*यशवंतराव होळकर, 3 грудня 1776 —28 жовтня 1811) — магараджа Індаура у 1799–1811 роках, учасник Другої англо-маратхської війни.

## Життєпис

### Боротьба за владу
Походив з впливового маратхського роду Холкарів. Син Тукоджі Рао I, магараджи Індора. Здобув гарну військову освіту. Брав участь у війнах маратхів проти раджпутів. Відзначився у війні проти Махаджі Скіндії. У 1797 році підтримав повстання брата Малхар Рао проти зведеного брата — Каші Рао, — що став новим магараджею. Після поразки від армії Даулат Рао Скіндія, що був союзником Каші Рао, Ясвант Рао втік до Наґпуру, де знайшов прихисток у магараджі Раґноджі II Бхонсле. Згодом, щоб не потрапити до в'язниці у 1798 році ще раз втік — вже з Наґпура. 
З часом зібрав військо, з яким мав намір відвоювати владу в Індорі від імені свого малолтінього небожа Ханде Рао (сина Малхар Рао). Поки що допоміг Ананд Рао Павару, радже Дхару, приборкати внутрішні заколоти. У 1799 році виступив проти військ Каші Рао й переміг їх. Того ж року стає магараджею разом з небожем Ханде Рао I.

### Володарювання
Ясвант Рао вирішив відновити вплив Холкарів у маратхській державі. разом із своїм родичем Вітходжі Рао вони висунули план щодо повалення влади Скіндіїв на півночі та влади пешви Баджі Рао II на півдні. замість останнього пешвою повинен був стати його брат Амрут Рао. Втім у 1801 році Вітходжі Рао був розбитий, потрапив у полон й за наказом Баджі Рао II був страчений. Тим часом Ясвант Рао 4 липня 1801 року завдав поразки Скіндіям у битві при Удджайні.
У 1802 році Ясвант Рао кинув виклик пешві, рушивши на Пуну, що оголосив 1801 року Каші Рао законним магараджею Індору. 25 жовтня він завдав рішучої поразки війська Даулат Рао Скіндії та Баджі Рао II у битві при Хадапсарі (неподалік від Пуни). Це призвело до встановлення влади Холкарів у Декані, водночас пешва втік до Бомбею, де підписав Угоду Басейну, якою ставив під контроль англійців уряд пешви. Це призвело до Другої англо-маратхської війни.
У свою чергу Ясвант Рао призначив новим пешвою Амрут Рао, брата Баджі Рао II. Цей уряд визнали усі маратхи, окрім раджи з Бароди (Гуджарат). Водночас Ясвант Рао взяв собі титул чакравартін (на кшталт імператора), яким дорівнявся до номінальним правителів Держави маратхів. З початком війни з Британською Ост-Індською компанією Ясвант Рао Холкар не мав змоги гідно оборонятися у Пуні, тому відступив до своєї столиці Індор. 4 червня у Бодваді він уклав антибританський союз з Даулат Рао Скіндією, Раґноджі II Бхосле. Втім внаслідок інтриг Ясвант Рао не підтримав війська своїх союзників під час військової кампанії 1803 року. В результаті Скіндії та Бхосле були розбиті й уклали мирні договори з британцями.
У 1804 році Ясвант Рао розпочав війну проти англійців. Протягом червня—вересня він завдав поразки у битвах при Кунчі, Мукундаре й Коті, втім спроба захопити делі виявилася невдалою. Водночас британські війська оволоділи Індором та Удджайном. 16 листопада Ясвант Рао завдав поразки англійцям при Дігі, після чого до нього приєдналися дрібні раджі. Вирішальні бої тривалі з 2 січня до 22 лютого 1805 року біля Бхаратпура. Лише завдяки зраді деяких раджей англійцям вдалося змусити Холкара укласти мир, проте британські війська не змогли взяти Бхаратпур. У 1805 році Ясванта Рао з'єднався з деякими раджпутськими раджами, Даулатом Рао Скіндією, Бхосле з Нагпура. Тому англійцям довелося піти на поступки союзникам Ясвант Рао, щоб зруйнувати цю коаліцію.
Тоді Ясвант Рао намагався домовитися з Ранджит Сінґхом, володарем Сикхської держави, проте англійські резиденти зуміли запропонувати вигідний договір для сикхів, тому й ця спроба Холкара протидіяти британцями не вдалася. Зрештою 25 грудня 1805 року у місцині Раджпутгат було укладено мир між Ясвантом Рао I та Компанією, за умовами якого Холкарів було визнано незалежними володарями. Ясвант Рао повернув собі землі Джайпуру, Удайпуру, Кота, Банді. Британці зобов'язували не встручатися у справи Індорського князівства. 1807 року від холери помер його номінальний співмагараджа Ханде Рао, а 1808 року Ясвант Рао I наказав вбити свого брата Каші Рао разом з родиною, що перебував у полоні з 1805 року.
Після цього Ясвант Рао I став готуватися до нової війни проти англійців, маючи на меті вигнати їх з Індії. Для цього було закладено завод з виготовлення гармат у Бханпурі. Водночас намагався укласти союз з Даулатом Рао Скіндією. Було зібрано 100-тисячну армію та 200 коротких та довгих гармат. Втім у Ясванта Рао I стався інсульт, від якого він помер 28 жовтня 1811 року. Владу перебрав його син Малхар Рао II.